# Giovanna Ralli

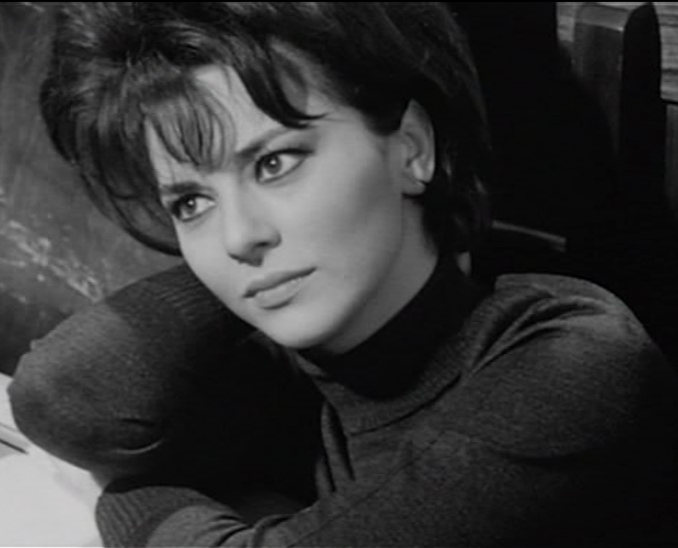
Giovanna Ralli

Giovanna Ralli (Roma, 26 de março de 1935) é uma atriz italiana.

## Filmografia
- I bambini ci guardano - Vittorio De Sica (1942)
- Variety Lights de Alberto Lattuada e Federico Fellini (1950)
- La lupa - Alberto Lattuada (1953)
- Villa Borghese - Gianni Franciolini (1953)
- Racconti romani - Gianni Franciolini (1955)
- Le ragazze di San Frediano - Valerio Zurlini (1955)
- Il bigamo - Luciano Emmer (1956)
- The Most Wonderful Moment - Luciano Emmer (1957)
- Move and I'll Shoot - Mario Mattoli (1958)
- The Defeated Victor (1958)
- My Wife's Enemy (1959)
- Il generale della Rovere - Roberto Rossellini (1959)
- Era notte a Roma - Roberto Rossellini (1960)
- La monaca di Monza - Carmine Gallone (1962)
- La guerra continua - Leopoldo Savona (1962)
- La vita agra - Carlo Lizzani (1964)
- Se permettete parliamo di donne - Ettore Scola (1964)
- La fuga - Paolo Spinola (1964)
- What Did you Do in the War, Daddy?  - Blake Edwards (1966)
- Il mercenario - Sergio Corbucci (1968)
- Una Prostituta al servizio del pubblico e in regola con le leggi dello stato - Italo Zingarelli (1970)
- 4 per Cordoba - Paul Wendkos (1970)
- La polizia chiede aiuto - Massimo Dallamano (1974)
- C'eravamo tanto amati - Ettore Scola (1974)
- Di che segno sei? - Sergio Corbucci (1975)
- Languidi baci, perfide carezze - Alfredo Angeli (1976)
- Arrivano i bersaglieri - Luigi Magni (1980)
- Mano lesta - Sergio Corbucci (1981)
- Verso sera - Francesca Archibugi (1991)
- Tutti gli anni, una volta l'anno - Gianfrancesco Lazotti (1994)